# Kötegyán–Püspökladány-vasútvonal
Az Alföldön fekvő MÁV 128. számú Kötegyán–Püspökladány-vasútvonala egyvágányú, nem villamosított 124 km hosszú mellékvonal a Berettyó–Körös-vidéken.

## Fekvése
A 128-as vonal Vésztő felé Békéscsaba felőli oldalon csatlakozik Kötegyán állomásra, így az erre közlekedő vonatoknak irányt kell váltani. A trianoni határ meghúzásakor az a kötegyáni állomást eredetileg a felvételi épület és az áruraktár között vágta volna félbe a határ, később határkorrekcióval Magyarország területén maradhatott. A határ jelenleg pontosan a Nagyszalonta felőli váltóknál található, így mozdonyos szerelvény körüljárásakor át kell mennie a mozdonynak Romániába. A körüljárás elkerülésére általában a Vésztő felé tartó személyvonatok mindkét végén található vezetőállás. Bzmot motorkocsik esetében gyakori a motor-motor illetve motor-mellék-motor összeállítás.
Kötegyántól a vonal északnyugati irányba tart, és eléri Vésztőt. A vonal Vésztő és Szeghalom között közös nyomvonalon halad a Körösnagyharsány–Vésztő–Gyoma-vasútvonallal. A két állomás között a vonal keresztezi a Sebes-Köröst és a Berettyót. Szeghalomnál újabb irányváltás következik. A vonal innen északi irányba halad, és egy rövid, nyugati irányba tartó szakasztól eltekintve éri el Püspökladányt, ahol keleti irányba fordulva becsatlakozik a Budapest–Záhony-vasútvonalba.

## Története
A mai vasútvonal elődjét négy szakaszban három vasúttársaság építette meg.
- A Békéscsabától Kötegyánig tartó szakaszát 1871. szeptember 14-én adta át az Alföld–Fiumei Vasút társaság,[2] a Csaba–Nagyvárad között épített vasútvonala részeként.
- A Kötegyán és Vésztő közötti szakaszt a Mátra–Körösvidéki HÉV helyezte üzembe 1899. június 9-én, az akkori Vésztő–Illye–Pusztahollód-vasútvonal egyik szakaszaként.[3]
- A Vésztő–Szeghalom–Füzesgyarmat közötti vonalrészt szintén a Mátra–Körösvidéki HÉV társaság építette. Átadására 1891. június 29-én került sor.[3]
- A Füzesgyarmat és Püspökladány közötti vonalat a Püspökladány–Füzesgyarmati HÉV társaság építette. A 36,8 km hosszú vasútvonalon 1898. december 9-én indult meg a forgalom.[3]

Az eredeti felépítmény az Alföld–Fiumei Vasút fővonalán 32,5 kg/m tömegű "b" jelű vassínekből állt, melyet 1895-től kezdve "c" jelű acélsínekre cseréltek (33,25 kg/m és 34,5 kg/m). Az összes többi vonalszakasz helyiérdekű vasúti szabvány szerinti 23,6 kg/fm tömegű „i” jelű sínekből épült.

## Forgalom
A 128-as vonal a forgalom alapján az alábbi három részre osztható:
- Püspökladány–Szeghalom
- Szeghalom–Vésztő
- Békéscsaba–Vésztő

Püspökladány és Szeghalom között 2 óránkénti ütemes menetrend van érvényben. Szeghalmon átszállási lehetőség van Gyoma vagy Vésztő felé is. Reggel és este közlekedik közvetlen személyvonat is Püspökladány és Vésztő között.
A Szeghalom–Vésztő vonalszakasz közös a  Körösnagyharsány–Vésztő–Gyoma-vasútvonallal, ezt a vonalszakaszt a Vésztő–Püspökladány vonatokon kívül a Gyoma-Vésztő viszonylatú vonatok használják.
A Békéscsaba–Vésztő szakaszon 2 óránként közlekedik személyvonat Békéscsaba és Vésztő között, illetve óránként van személyvonat Békéscsaba és Kötegyán között. Néhány személyvonat csak Békéscsaba és Kötegyán között közlekedik, illetve kimarad egy-egy vonatpár a teljes Békéscsaba–Vésztő szakaszon. Ezen kívül közlekedik nemzetközi vonat is Békéscsaba és Nagyszalonta között, illetve vasárnaponként egy személyvonat-pár közlekedik Szeged és Gyula között.
A személyvonatokat Bzmot motorvonatok adják, a Szeged és Gyula között közlekedő személyvonatot (17714/17721) Csörgő (M41)  továbbítja.

2020. december 13-tól Bicere állomáson csak néhány vonat áll meg a reggeli és az esti időszakban.

## Pálya
Engedélyezett sebesség
| Kezdőpont                | Végpont                  | Hossz [km] | Sebesség [km/h] |
| ------------------------ | ------------------------ | ---------- | --------------- |
| Békéscsaba               | Remete (Fehér-Körös híd) | 19         | 80              |
| Remete (Fehér Körös híd) | József Szanatórium       | 4          | 20-40-60-70     |
| József Szanatórium       | Sarkad                   | 6          | 40-50           |
| Sarkad                   | Vésztő                   | 35         | 40–60           |
| Vésztő                   | Szeghalom                | 13         | 40              |
| Szeghalom                | Püspökladány             | 47         | 40–60           |

## Állomások galériája

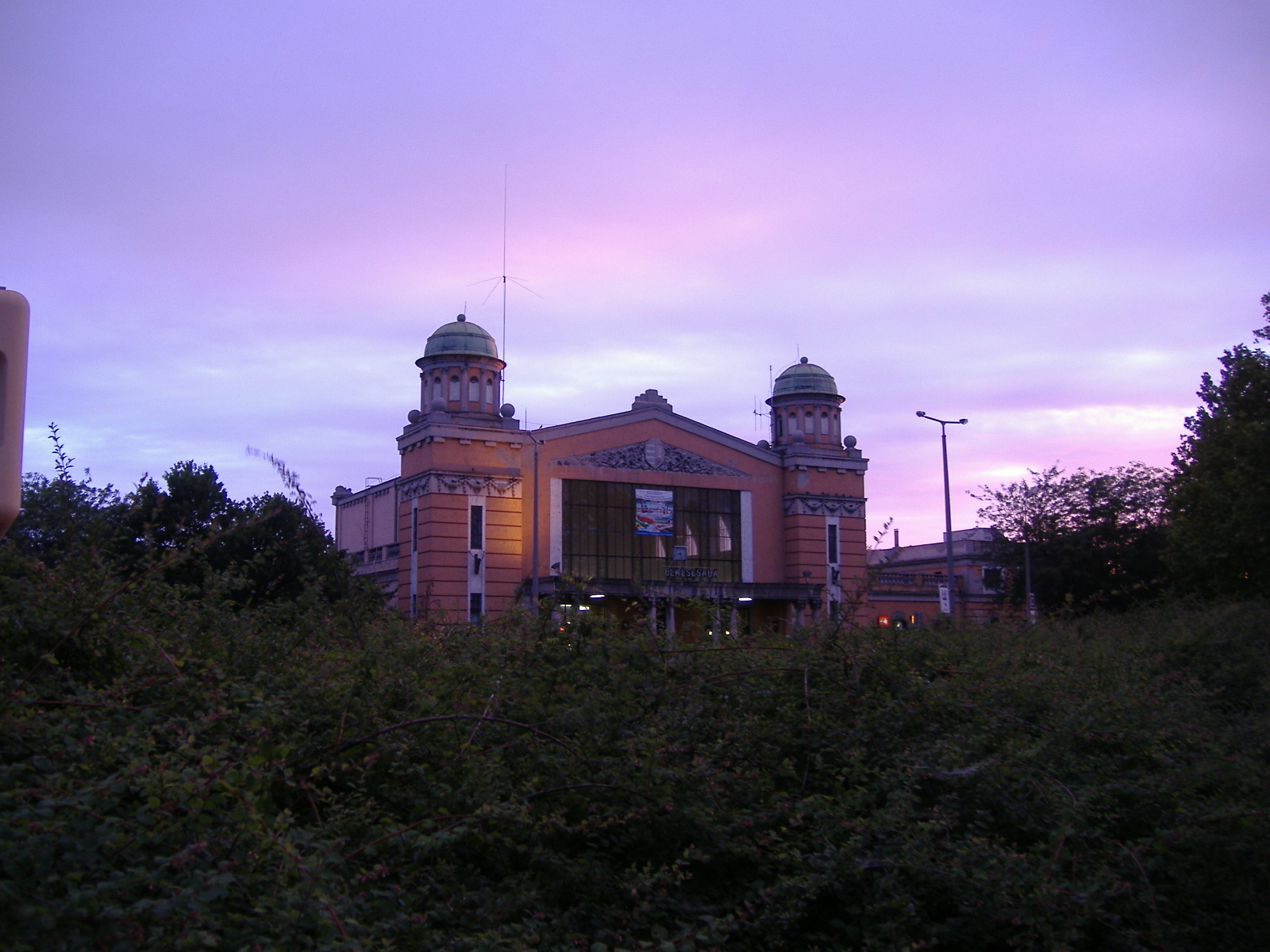
Békéscsaba állomás felvételi épülete a város felől fényképezve
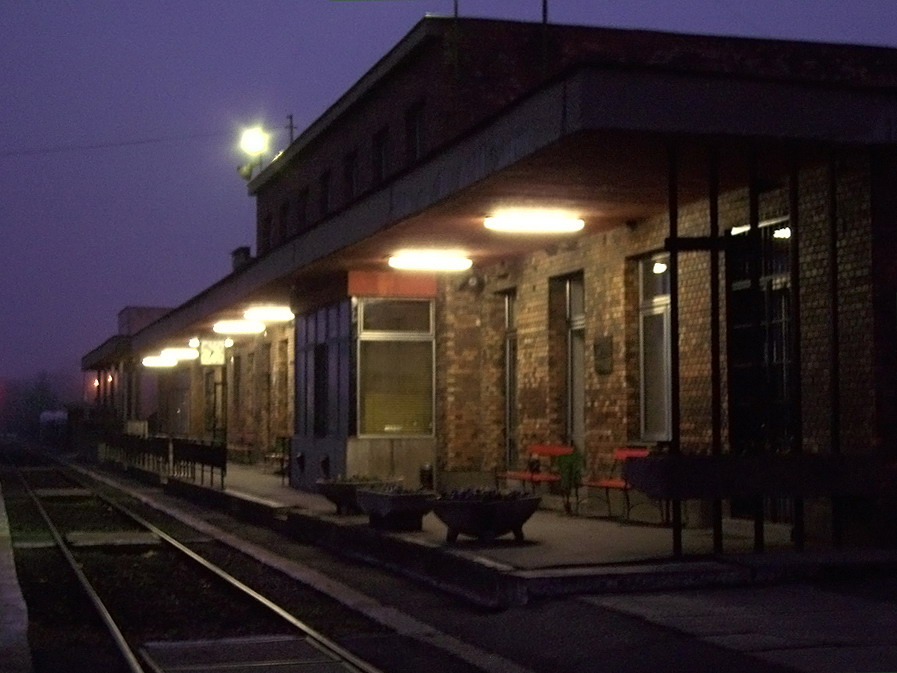
A gyulai felvételi épület a vágányok felől
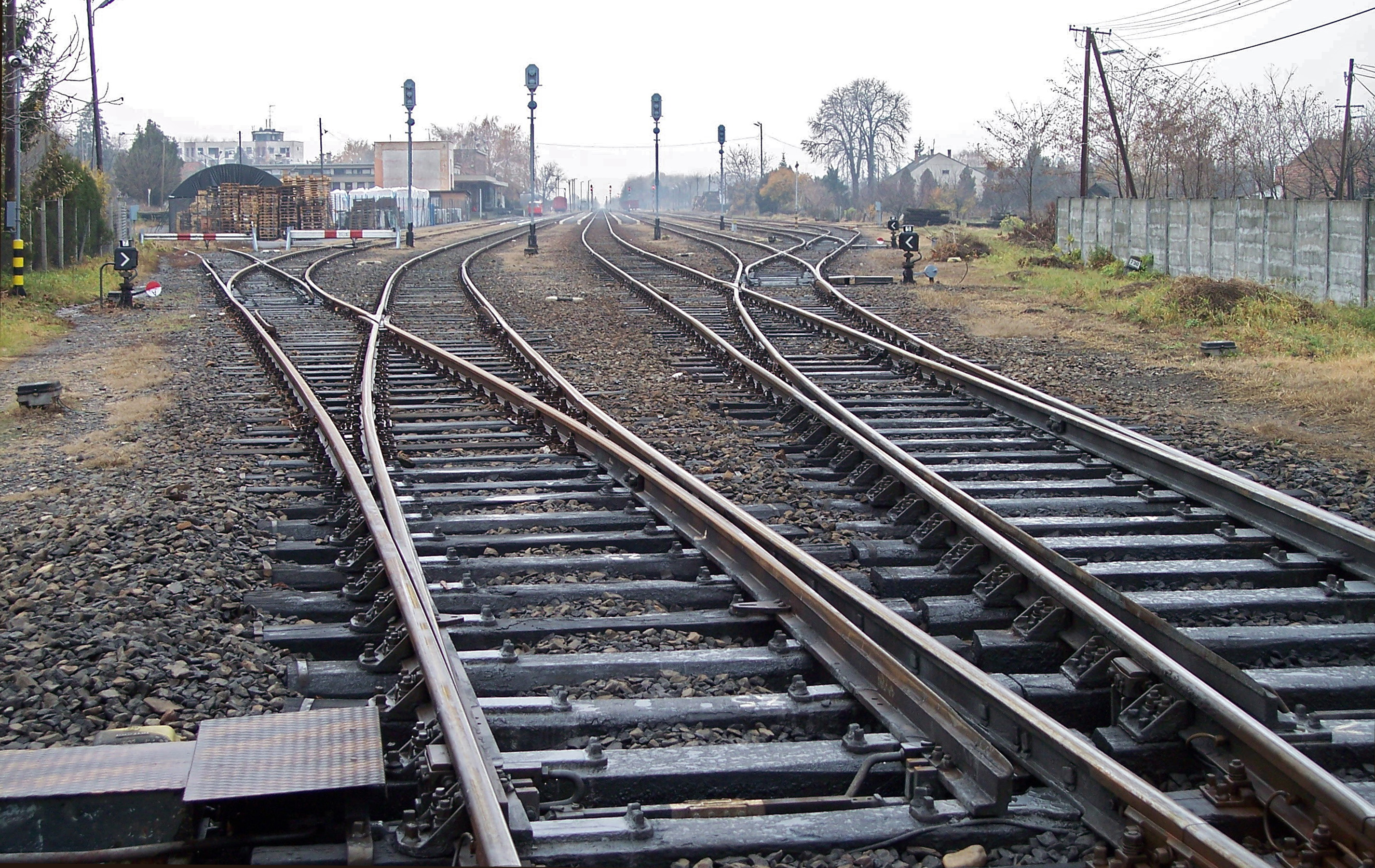
Gyula vasútállomása a végpont felől nézve
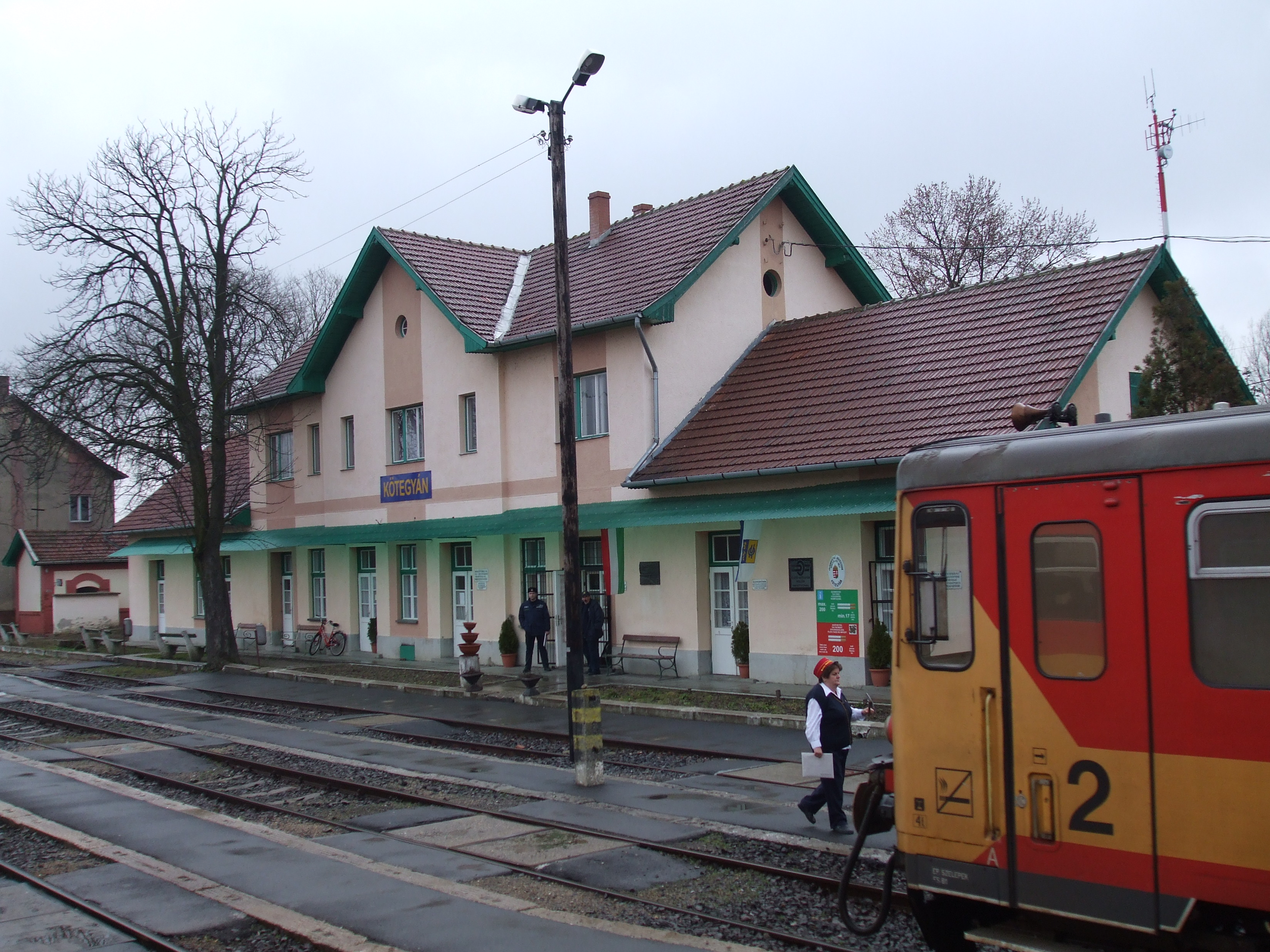
Kötegyán vasútállomás felvételi épülete
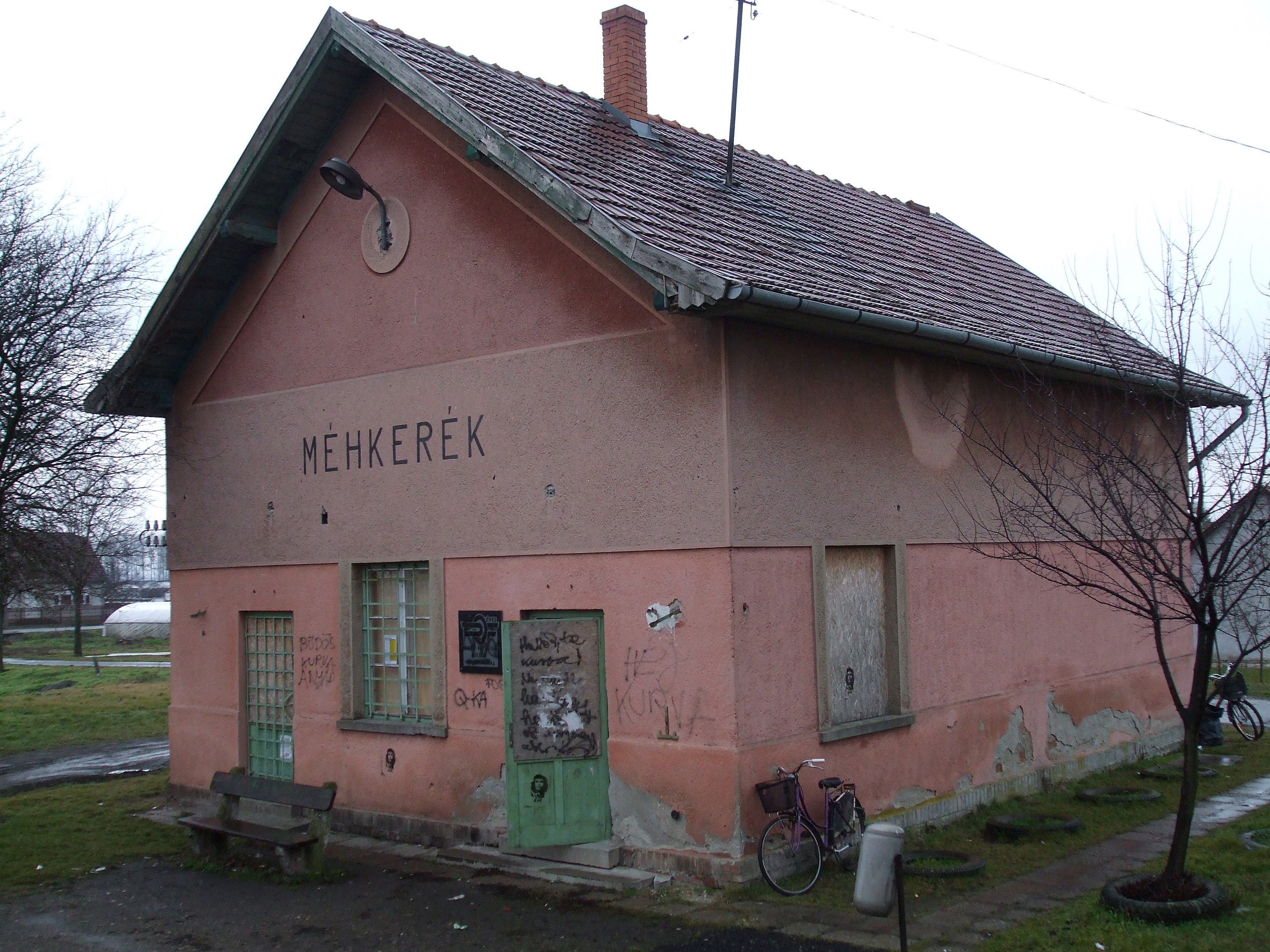
Méhkerék vasúti megállóhelye
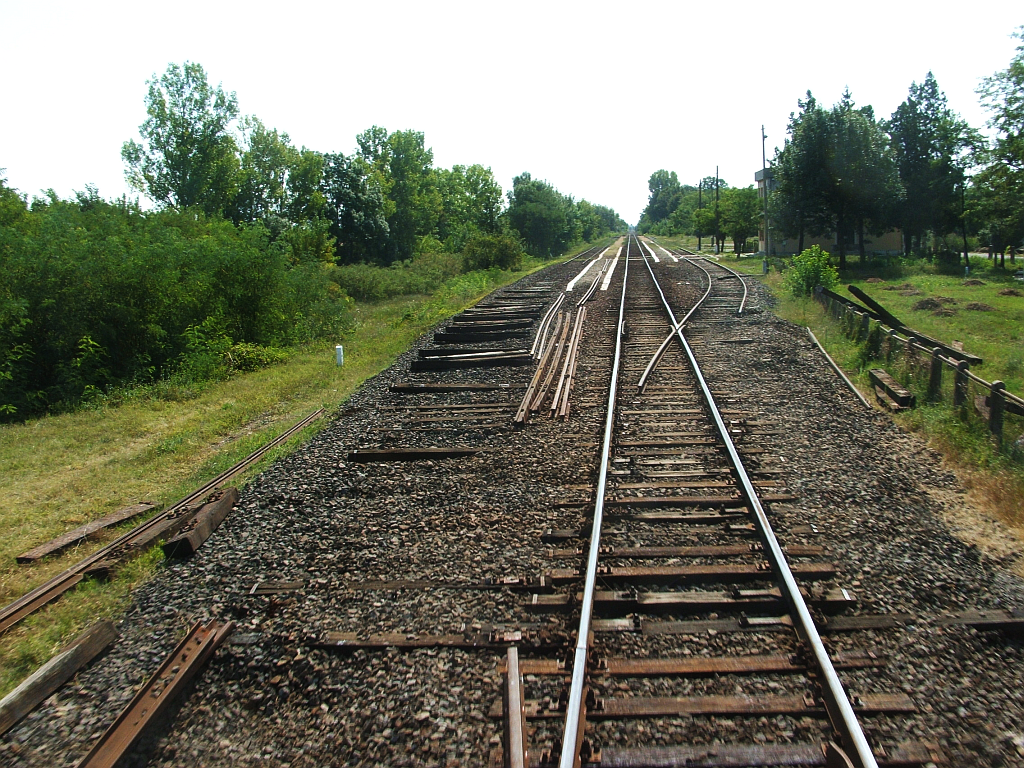
Sarkadkeresztúr állomás kitérővágányainak bontása 2009 nyarán
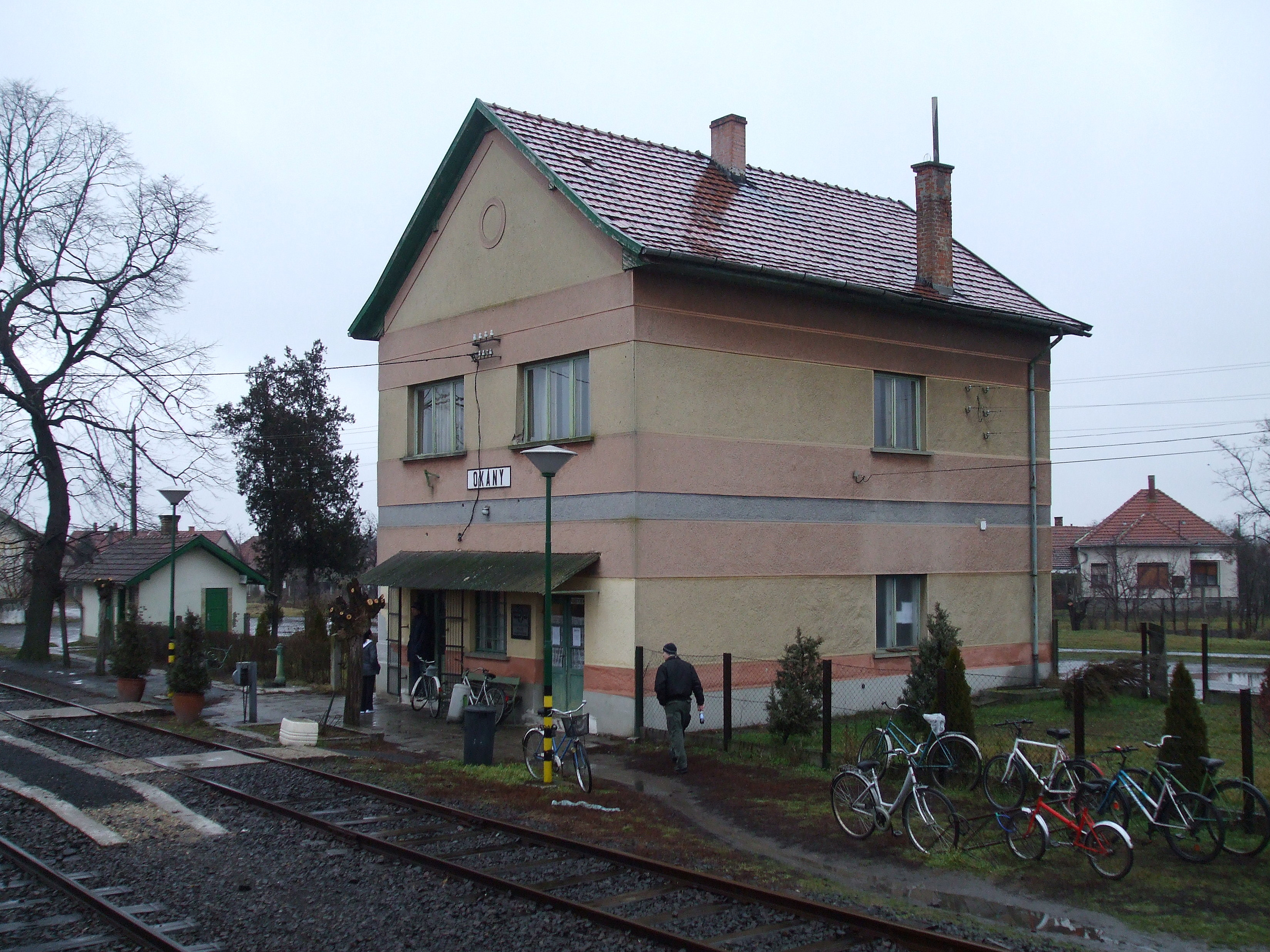
Okány vasútállomása
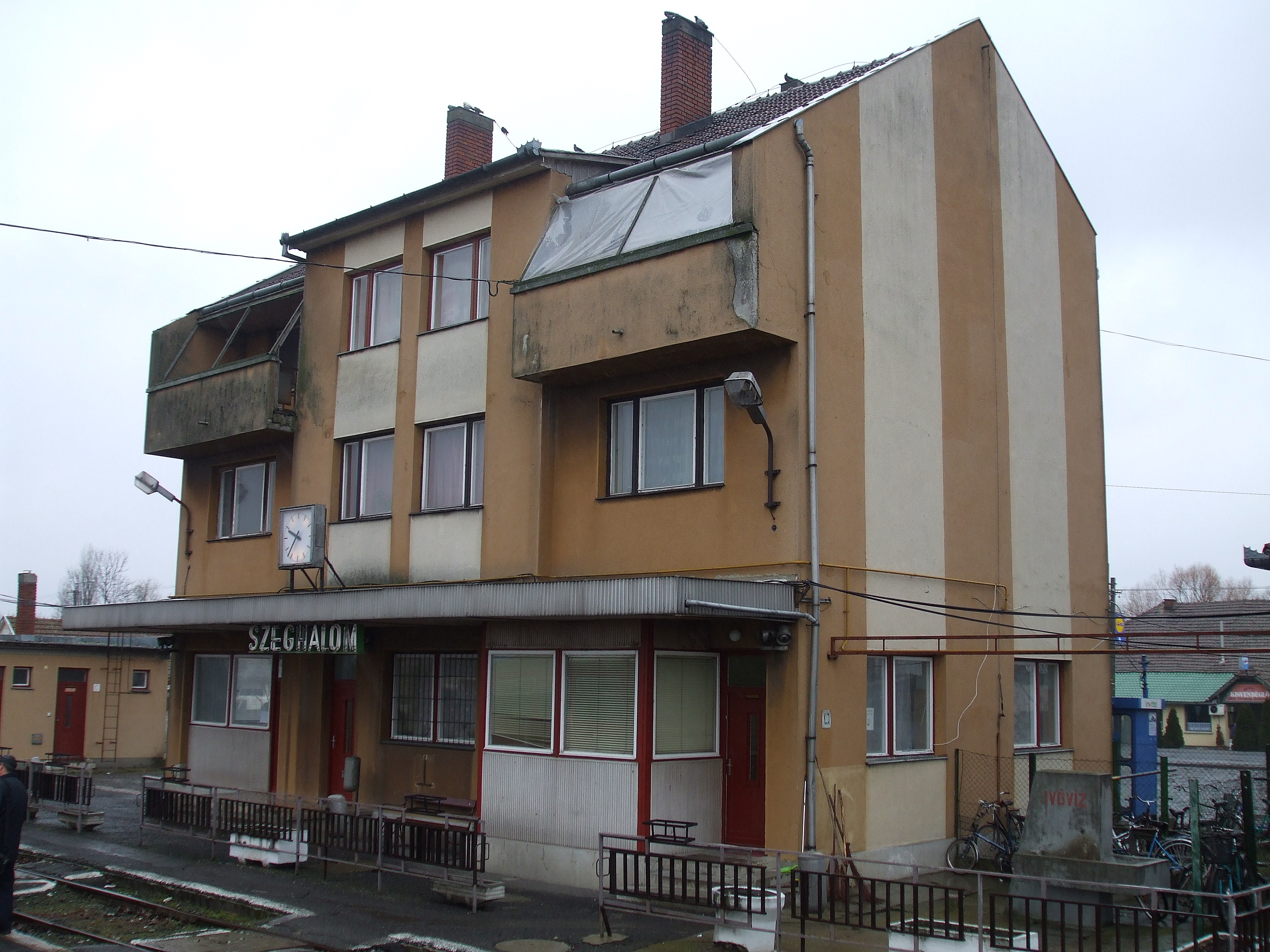
Szeghalom állomás felvételi épülete
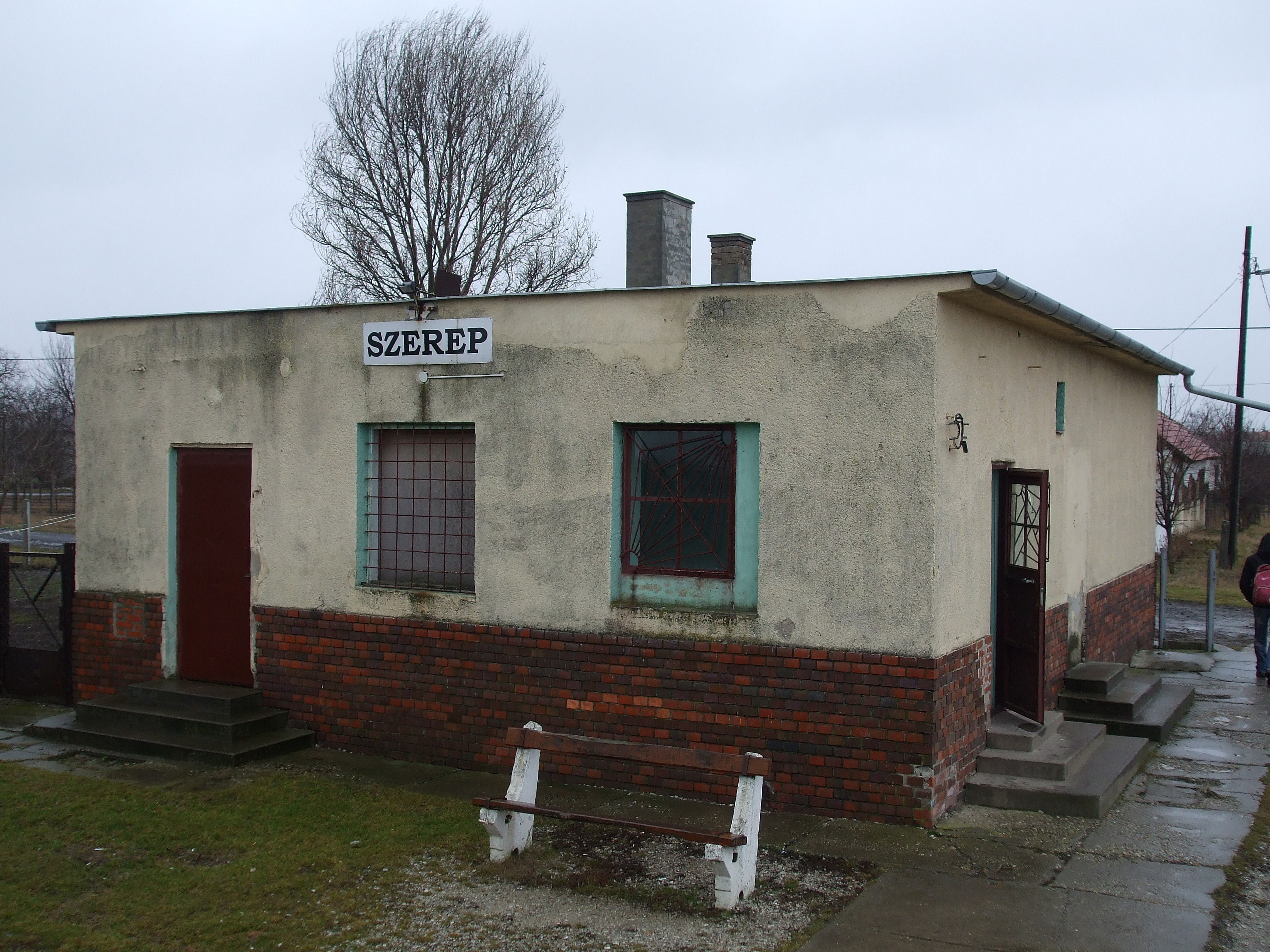
Szerep vasúti megállóhelye
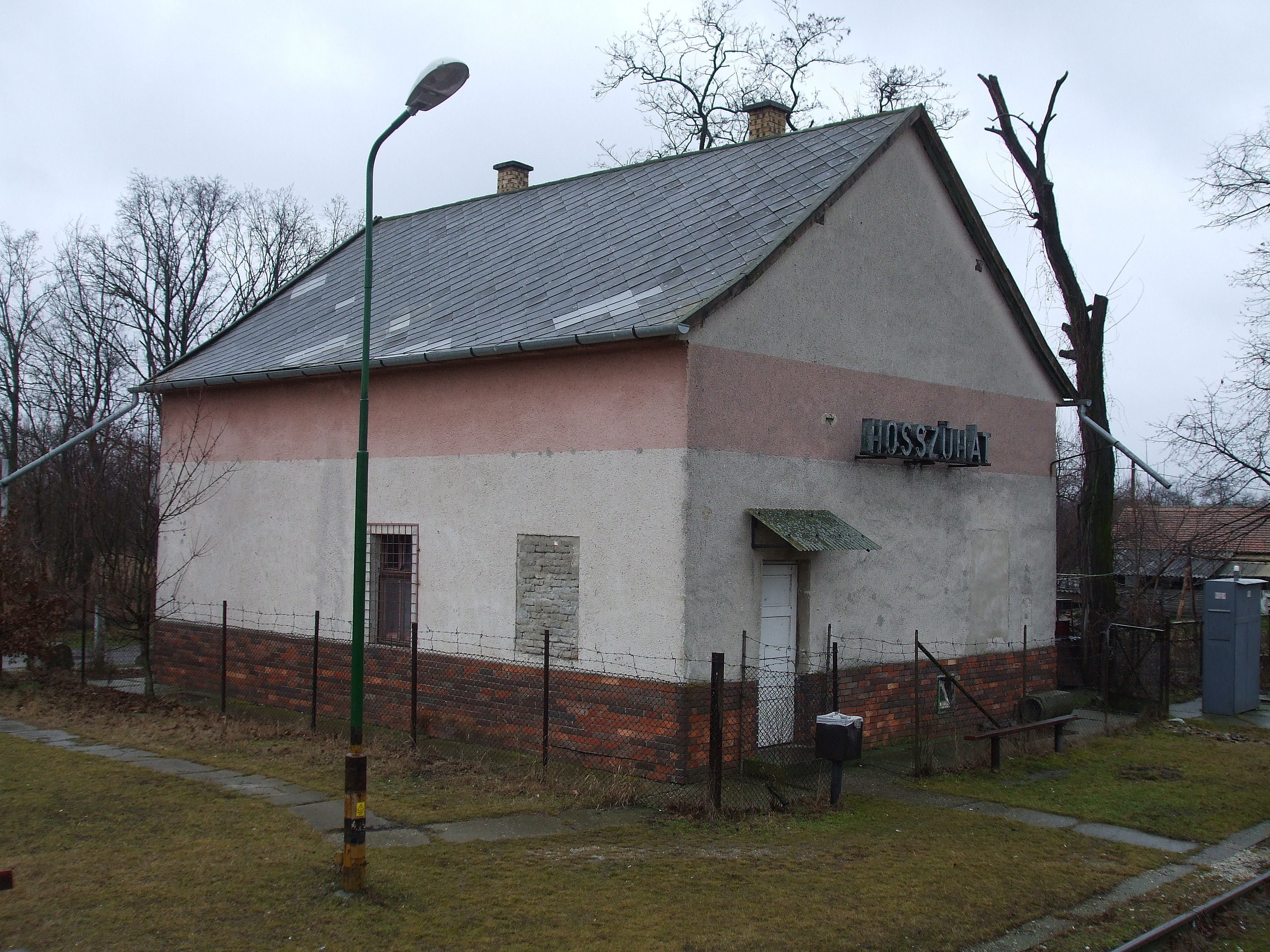
Hosszúhát
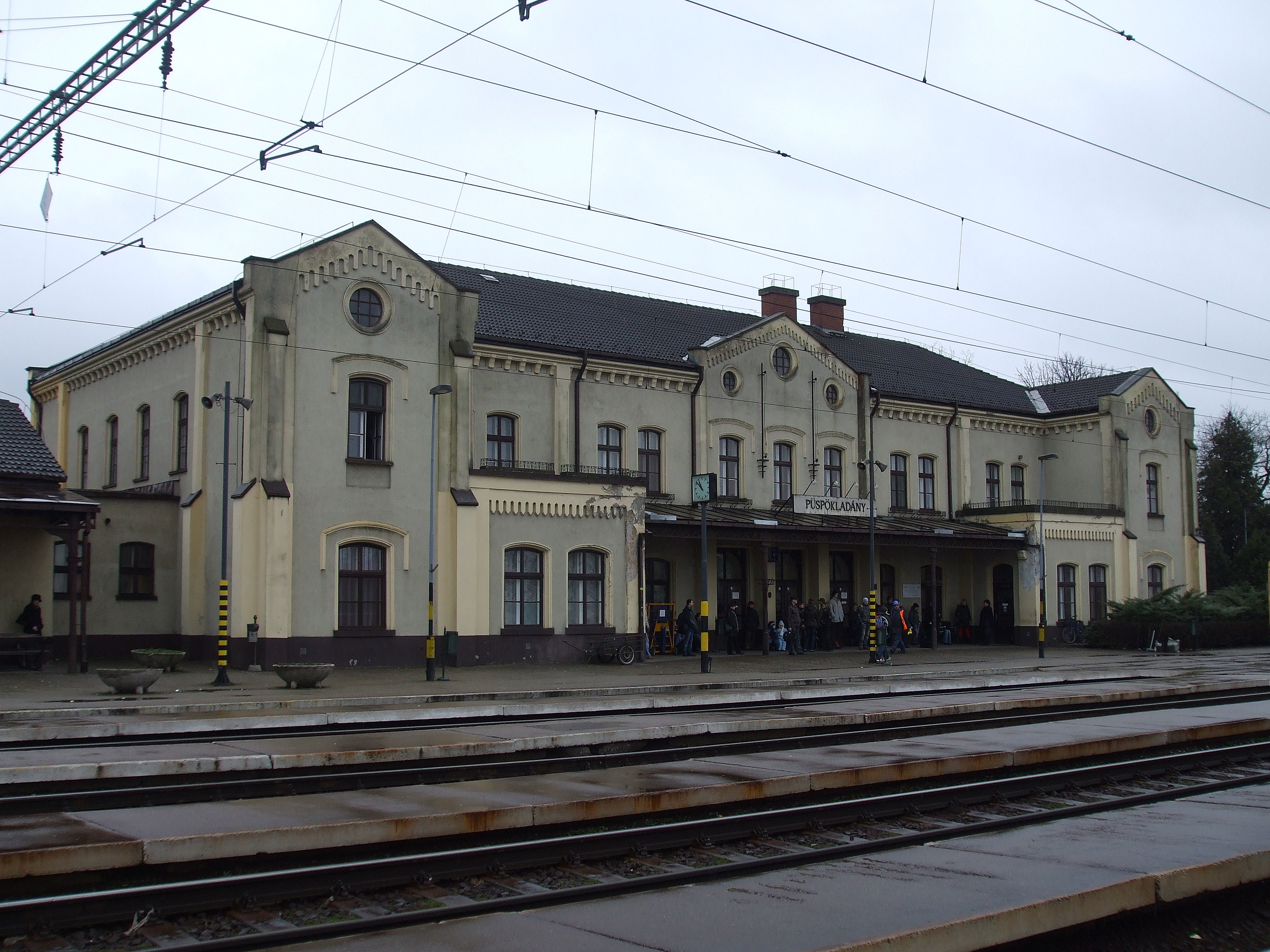
Püspökladány vasútállomás felvételi épülete